# آتش‌بس کریسمس
آتش‌بس کریسمس اشاره به توقف کوتاه مدت جنگ و خاموشی تفنگها در سال ۱۹۱۴ در جریان جنگ جهانی اول است.
ارتش‌های آلمان، بریتانیا و فرانسه در جریان جنگ جهانی اول در بلژیک با هم می‌جنگیدند.
هفته منتهی به کریسمس، شماری از سربازان آلمانی و انگلیسی و فرانسوی با سلام و دست تکان دادن، به‌همدیگر نزدیک شدند و گویی با هم دشمنی ندارند، غذا و هدیه رّد و بدَل کردند و عملاً یک آتش‌بس نانوشته را به اجرا گذاشتند.
آنها با هم آواز خواندند، ورزش کردند و مسابقه فوتبال دادند و مثل کسانی‌که بعد از مدتها همدیگر را می‌بینند، آدرس و عکس به هم دادند و قرار گذاشتند بعد از اتمام جنگ همدیگر را ملاقات کنند!
دیداری که به دلیل قربانی‌های بیشمار جنگ جهانی اول، شاید هیچ‌وقت پیش نیامد.
البته فرماندهان جنگ و به‌ویژه ژنرال سر هوراس اسمیت، فرمانده سپاه بریتانیا بر سربازان خشم گرفت و سالهای بعد که جنگ ادامه داشت جز نمودهای اندک، دیگر تکرار نشد.
از این واقعه در چندین شعر و داستان یاد شده و سال ۲۰۰۵ هم «کریستین کاریون» با استناد به مدارک آن، فیلمی بنام «کریسمس مبارک» ساخته است.
نویسنده‌ای گفته است: در جنگ کسانی کشته می‌شوند که نه همدیگر را می‌شناسند و نه می‌دانند چرا، اما کسانی آنرا راه می‌اندازند که هم همدیگر را می‌شناسند و هم می‌دانند چرا.
آتش‌بس زیبا در کریسمس ۱۹۱۴ لحظه‌ای نمادین از صلح و انسانیت را در میان یکی از خشن‌ترین وقایع تاریخ مدرن به نمایش گذاشت.